# Championnat de Namibie de football 2011-2012
Navigation
Édition précédente Édition suivante
La saison 2011-2012 du Championnat de Namibie de football est la vingtième édition de la Premier League, le championnat de première division national namibien. Les équipes engagées sont regroupées au sein d'une poule unique où elles affrontent deux fois leurs adversaires, à domicile et à l'extérieur. En fin de saison, les deux derniers du classement sont relégués et remplacés par les deux meilleurs clubs de deuxième division.
C'est le Black Africa FC, tenant du titre, qui remporte à nouveau la compétition cette saison après avoir terminé en tête du classement, avec dix-sept points d'avance sur Civics FC et vingt sur African Stars FC. C'est le sixième titre de champion de Namibie de l'histoire du club.

## Participants
- Ramblers FC
- Hotspurs FC - Promu de D2
- SK Windhoek
- Eleven Arrows FC
- African Stars FC
- Civics FC
- Blue Waters FC
- United Stars FC - Promu de D2
- United Africa Tigers FC
- Black Africa FC
- Orlando Pirates Windhoek
- Mighty Gunners FC

## Compétition

### Classement
Le classement est établi sur le barème de points classique : victoire à 3 points, match nul à 1, défaite à 0.
| Rang | Équipe                   | Pts | J  | G  | N  | P  | Bp | Bc | Diff |
| ---- | ------------------------ | --- | -- | -- | -- | -- | -- | -- | ---- |
| 1    | Black Africa FCT         | 55  | 22 | 17 | 4  | 1  | 42 | 12 | +30  |
| 2    | Civics FC                | 38  | 22 | 11 | 5  | 6  | 30 | 17 | +13  |
| 3    | African Stars FC         | 35  | 22 | 10 | 5  | 7  | 26 | 17 | +9   |
| 4    | Blue Waters FC           | 34  | 22 | 8  | 10 | 4  | 27 | 21 | +6   |
| 5    | SK Windhoek              | 33  | 22 | 8  | 9  | 5  | 19 | 14 | +5   |
| 6    | United Africa Tigers FC  | 32  | 22 | 7  | 11 | 4  | 23 | 21 | +2   |
| 7    | Ramblers FC              | 29  | 22 | 8  | 5  | 9  | 24 | 24 | 0    |
| 8    | Mighty Gunners FC        | 27  | 22 | 7  | 6  | 9  | 27 | 30 | -3   |
| 9    | Orlando Pirates Windhoek | 24  | 22 | 6  | 6  | 10 | 26 | 26 | 0    |
| 10   | Eleven Arrows FC         | 20  | 22 | 5  | 5  | 12 | 18 | 31 | -13  |
| 11   | United Stars FCP         | 17  | 22 | 4  | 5  | 13 | 15 | 36 | -21  |
| 12   | Hotspurs FCP             | 14  | 22 | 3  | 5  | 14 | 23 | 51 | -28  |

|  | Champion de Namibie 2011-2012                      |
|  | Relégation directe en deuxième division            |
|  | T : Tenant du titre P : Promu de deuxième division |

## Bilan de la saison
| Championnat de Namibie de football 2011-2012                        |                            |
| Champion                                                            | Black Africa FC (6e titre) |
| Coupes et trophées                                                  |                            |
| Vainqueur de la Coupe de Namibie 2011-2012                          | Non disputée               |
| Qualifications continentales                                        |                            |
| Ligue des champions de la CAF 2013                                  | Aucun                      |
| Coupe de la confédération 2013                                      | Aucun                      |
| Promotions et relégations                                           |                            |
| Promus en Championnat de Namibie de football                        | Tura Magic FC              |
| Promus en Championnat de Namibie de football                        | Rundu Chiefs FC            |
| Relégués en Championnat de Namibie de football de deuxième division | Hotspurs FC                |
| Relégués en Championnat de Namibie de football de deuxième division | United Stars FC            |